# Gare de Neuville-sur-Sarthe
Pour les articles homonymes, voir Gare de Neuville.
La gare de Neuville-sur-Sarthe est une gare ferroviaire française de la ligne du Mans à Mézidon, située sur le territoire de la commune de Neuville-sur-Sarthe, dans le département de la Sarthe en région Pays de la Loire.
Elle est mise en service en 1856 par la compagnie des chemins de fer de l'Ouest. C'est une halte de la Société nationale des chemins de fer français (SNCF) du réseau TER Pays de la Loire, desservie par des trains circulant entre Le Mans et Caen ou Alençon. Neuville est à environ 10 kilomètres du Mans et 47 km d'Alençon.

## Situation ferroviaire

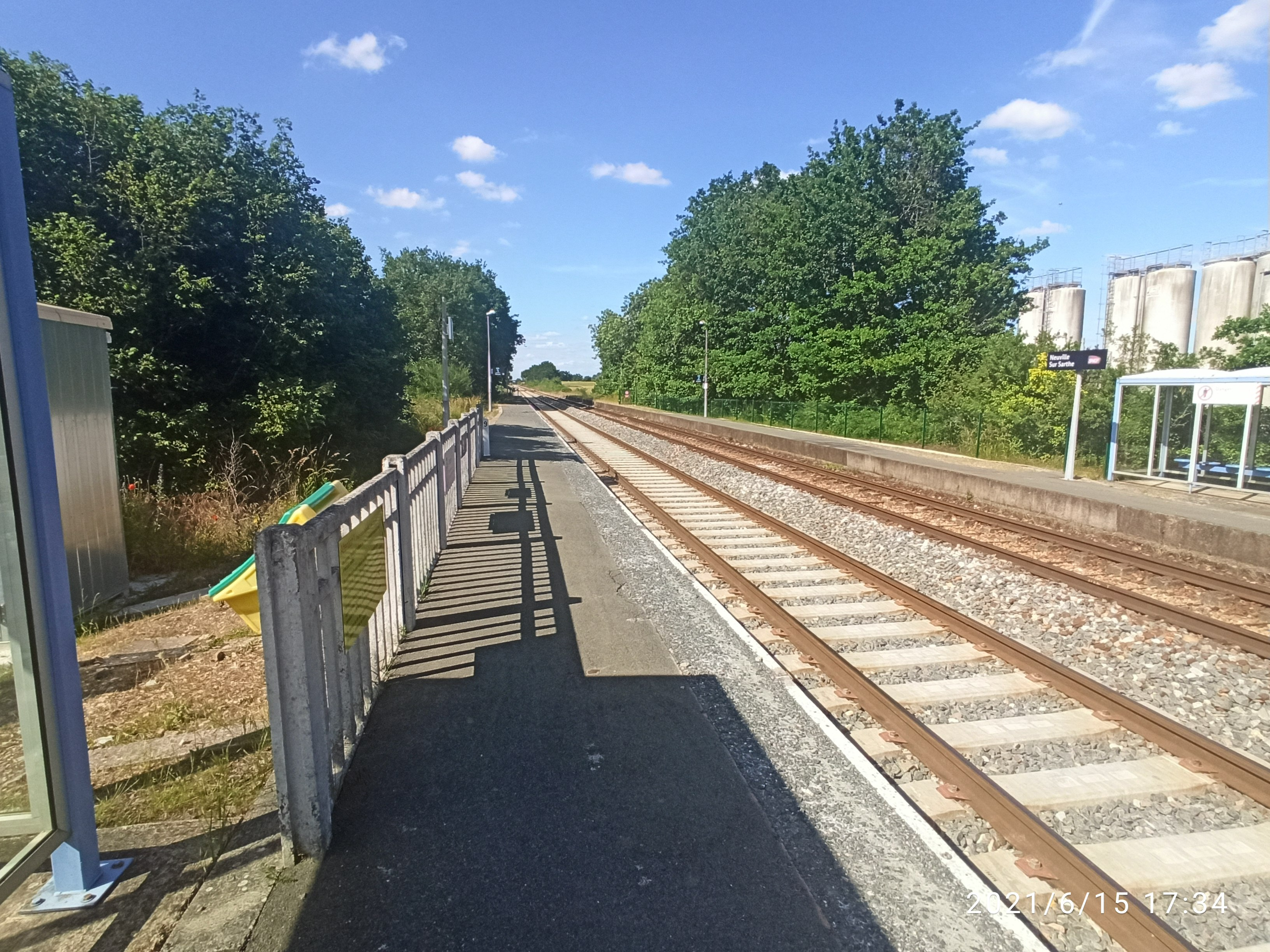
Les voies en direction d'Alençon

Établie à 50 mètres d'altitude, la gare de Neuville-sur-Sarthe est située au point kilométrique (PK) 9,642 de la ligne du Mans à Mézidon, entre les gares du Mans-Hôpital-Université et de La Guierche.

## Histoire
La station, édifiée à environ 1 km du bourg, est la première de l'embranchement du Mans à Mézidon, dont la première section du Mans à Alençon est mise en service par la compagnie des chemins de fer de l'Ouest le 15 mars 1856. Avant d'atteindre la station, la ligne passe de la rive droite à la rive gauche de la Sarthe par un « pont de trois arches de 15 mètres d'ouverture », dont les fondations ont été réalisées, pour la première fois en France, suivant un nouveau procédé inventé en Angleterre et adapté par l'ingénieur Charles Bergeron,.

## Service des voyageurs

### Accueil

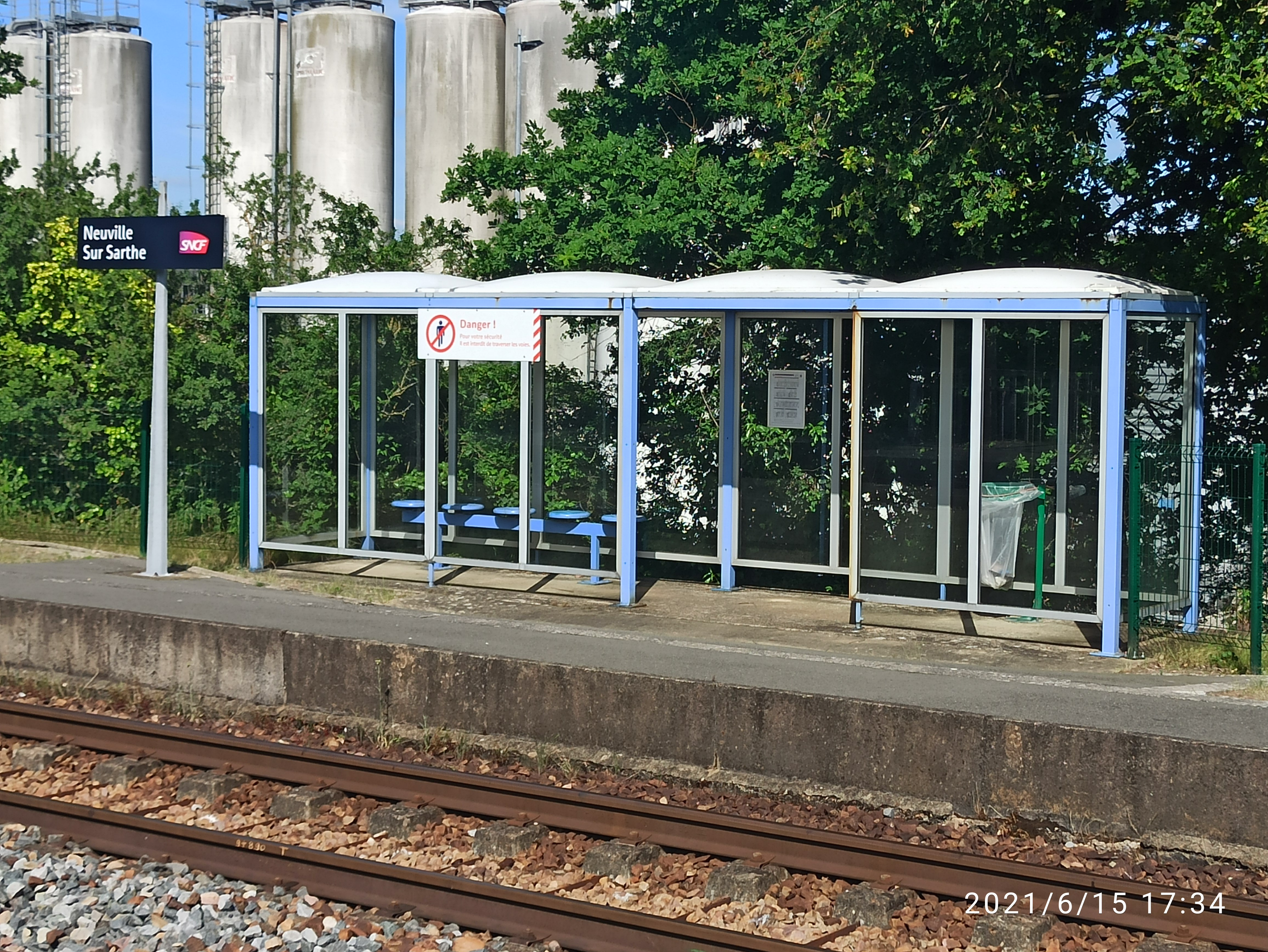
Aménagement du quai pour Le Mans

Halte SNCF, c'est un point d'arrêt non géré (PANG) à entrée libre. Elle est équipée de panneaux d'informations et d'abris de quai.

### Desserte
Neuville-sur-Sarthe est desservie par des trains du réseau TER Pays de la Loire circulant entre Le Mans et Caen ou Alençon.

### Intermodalité

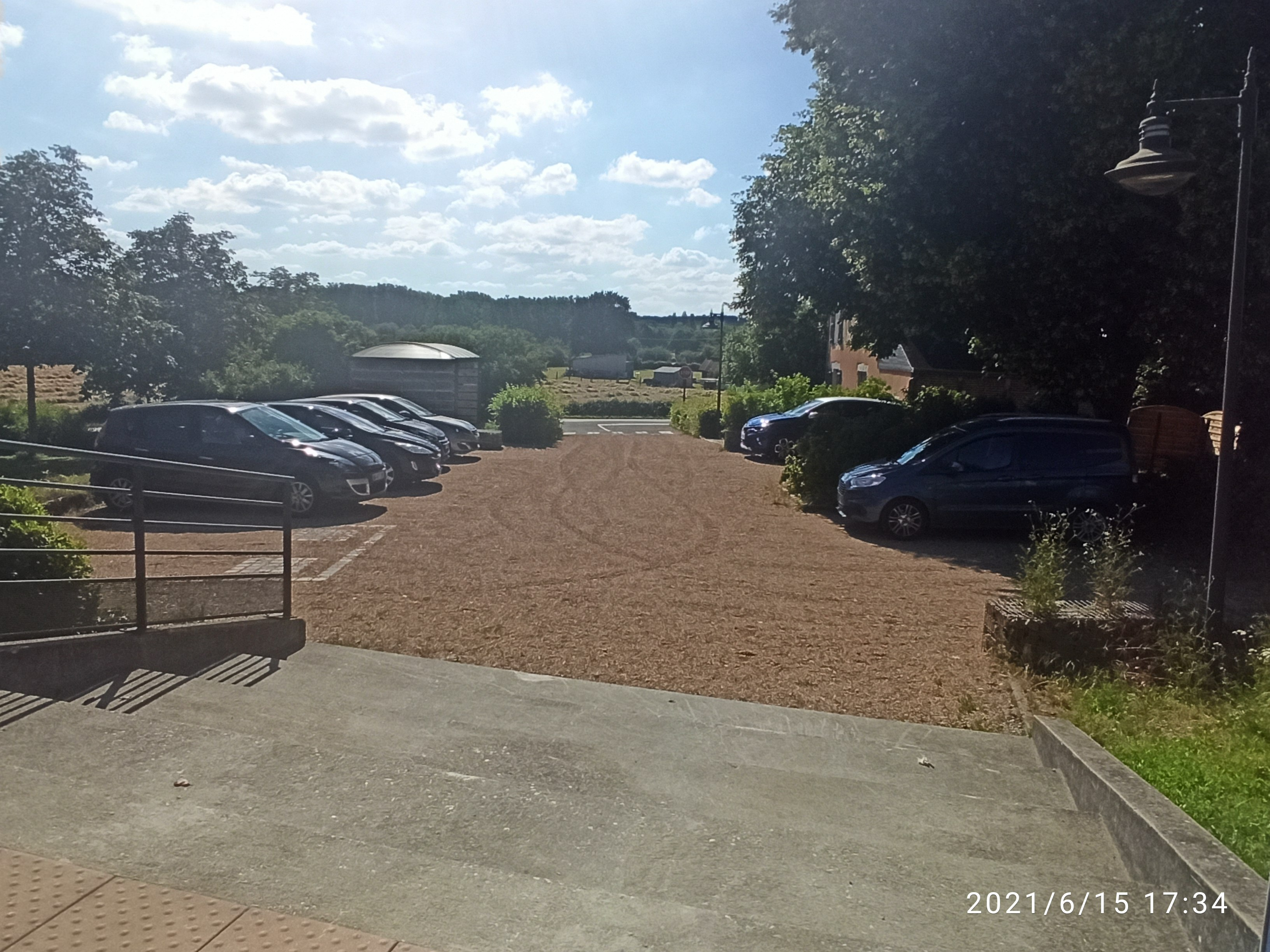
Le parking de la gare en 2021

Un parking pour les véhicules y est aménagé. La gare est desservie par des cars du réseau des Transports interurbains de la Sarthe (TIS).